# San José de la Niña
San José de la Niña är en ort i Mexiko.   Den ligger i kommunen Francisco I. Madero och delstaten Coahuila, i den centrala delen av landet, 800 km nordväst om huvudstaden Mexico City. San José de la Niña ligger 1 106 meter över havet och antalet invånare är 763.
Terrängen runt San José de la Niña är mycket platt. Runt San José de la Niña är det glesbefolkat, med 9 invånare per kvadratkilometer. Närmaste större samhälle är Concordia, 14,5 km sydost om San José de la Niña. Omgivningarna runt San José de la Niña är i huvudsak ett öppet busklandskap.